# Sevilla
Sevilla är Spaniens fjärde största stad med nästan 700 000 invånare i staden och 1,3 miljoner invånare i storstadsområdet. Det är Andalusiens största stad och denna regions traditionella huvudstad. 
Kända byggnadsverk är bland andra katedralen och Alcázar.
År 1992 hölls världsutställningen där. Den paviljong Sverige lät bygga finns nu i Grythyttan i Bergslagen. Klimatmässigt är Sevilla Spaniens varmaste stad med en årlig dygnsmedeltemperatur på 18,6 °C.
Operan Figaros bröllop utspelas i Sevilla liksom Carmen. Sevilla var hemstad bland annat för författaren Fernando de Herrera.
I Sevilla återfinns Christofer Columbus gravvård, för det var härifrån färden som ledde till upptäckten av Amerika utgick.

## Historia
Enligt mytologin så grundades staden av den grekiska halvguden Herkules. Sevilla spelade redan under romarrikets dagar en bemärkt roll i Spanien. Då hette staden Hispalis. Det såg sedan först vandalerna, därefter visigoterna och slutligen araberna som sina herrar. Under arabernas herravälde blomstrade Sevilla och var en av huvudorterna på den iberiska halvön. Från början av 1000-talet var Sevilla huvudstad för flera efter varandra följande kalifdynastier.
Omkring 1250 införlivades Sevilla med Kastilien. På 1500-talet upplevde staden en storhetstid, då den blev Spaniens centrum för handelsförbindelsen med kolonierna i Nya världen och fick monopol på denna handel. Bland annat kom den betydelsefulla importen av metaller att gå över Sevilla. Med 1600-talet ebbades Sevillas välstånd ut. Först under 1800-talet började ett uppsving för staden att göra sig gällande.

## Flagga
Sevillas flagga avbildar en symbol med orden NO och DO som är separerade med en stående garndocka, i gult på en karmosinröd botten.
Garndocka heter madeja på spanska och stående ser den ut som en åtta, vilket gett flaggan och logotypen dess namn, NO8DO. Utläst blir det no-madeja-do vilket kan utläsas "no me ha dejado", vilket ungefär betyder "har inte övergivit mig".
Symbolen har länge funnits på eller i anslutning till stadens heraldiska vapen och sammankopplas normalt med stadens trohet mot monarken Alfons X av Kastilien när han avsattes av sonen Sancho IV, men det finns även andra tolkningar.

## Geografi
Staden Sevilla ligger i provinsen Sevilla, som hör till den autonoma regionen Andalusien, i södra delen av den Iberiska halvön på vänstra banken av floden Guadalquivir, men områdena Triana och Los Remedios ligger på den högra sidan av den segelbara floden vilket gör staden till en hamnstad. Runt Sevilla finns vidsträcka våtmarker och ett område på något högre höjd vilket bildar comarcan Aljarafe, väl förbunden med staden genom att det utgör platsen för Sevillas expansion vad gäller bostäder.
Sevillas kommun upptar en yta av 141,31 km². Den gränsar i norr till La Rinconada och Santiponce; i öster till Alcalá de Guadaíra; i söder till Dos Hermanas och Gelves och i väster till San Juan de Aznalfarache, Tomares och Camas.
Staden ligger på floden Guadalquivirs alluvialslätt, mitt i dalgången. Den genomsnittliga höjden över havet är 7 meter. Den horisontella karaktären på staden förstärks av den allmänt låga nivån på byggnaderna, framför allt i centrum. Giraldatornet är det mest representativa för staden och det högsta med 97,5 meter i höjd, men det finns planer på ännu högre byggnader, till exempel tornet Cajasol, som fick byggtillstånd i september 2008 och skall uppföras på Isla de la Cartuja, och vars konstruktion har utformats av den argentinske arkitekten César Pelli. Cajasol kommer att bli 178 meter högt och kräva en investering på 130 miljoner euro.

## Sport
Fotbollsklubbarna Real Betis och Sevilla FC har sina hemmabaser i staden. Bägge klubbarna spelar i La Liga och har även vunnit ligan varsin gång.